# Huonia hypsophila
Huonia hypsophila – gatunek ważki z rodziny ważkowatych (Libellulidae).